# Odds or Evens
Odds or Evens è il quinto album in studio del chitarrista statunitense Mike Stern. Fu pubblicato nel 1991 dalla Atlantic Records.

## Tracce
1. Keys (Mike Stern) - 7:29
2. D.C. (Mike Stern) - 7:41
3. Common Ground (Mike Stern) - 6:06
4. Odds or Evens (Mike Stern) - 7:08
5. Seven Thirty (Mike Stern) - 6:27
6. If You Say So (Mike Stern) - 7:36
7. Sandbox (Leni Stern) - 3:59
8. Walkie Talkie (Mike Stern) - 6:58

## Formazione
- Mike Stern - chitarra
- Bob Berg - sassofono tenore
- Jim Beard - pianoforte e sintetizzatori
- Ben Perowsky - batteria
- Don Alias - percussioni
- Dennis Chambers - batteria
- Anthony Jackson - basso
- Lincoln Goines - basso